# Ivos Pacetti
Ivos Pacetti nato Ivos Pacino Pacetti (Figline di Prato, 2 dicembre 1901 – Albisola, 1970) è stato un ceramista, imprenditore e fotografo italiano, figura di spicco della ceramica futurista tra gli anni Venti e Trenta del Novecento italiano.

## Premessa
Mentre Pacetti stava imparando l'arte della ceramica e apprendeva sia gli argomenti che le tecniche che stavano alla base del movimento futurista, la cittadina di Albisola era divenuta un centro creativo di un certo rilievo di artisti dovuto in massima parte al lavoro di Tullio d'Albisola che raccolse attorno a sé, oltre a personaggi come Filippo Tommaso Marinetti, anche giovani quali il bulgaro Nicolay Diulgheroff, il triestino Farfa, i torinesi Pippo Oriani, Mino Rosso, Alberto Sartoris e il piemontese Fillia. Più tardi anche Bruno Munari ideò dei disegni che Tullio trasformò in modelli e decori dalle forme innovative e scomposte.

## Biografia
Non sappiamo molto della sua vita. Da giovane si trasferì dapprima a Genova e nel 1920 giunse ad Albisola impiegandosi l'anno seguente presso le "Maioliche Artistiche Savonesi". Pacetti dimostrò una discreta capacità pittorica ed una notevole maestria, nonostante la perdita di una mano, perciò nello stesso anno venne invitato a lavorare presso la "Casa dell'Arte", di proprietà dell'imprenditore Giuseppe Agnino ad Albissola Capo, cioè in quello che all'epoca era il centro storico di ciò che diventerà il Comune di Albissola Marina, suddiviso in seguito da Albisola Superiore.
Tre anni più tardi, sempre nella stessa zona andò a lavorare presso l'"Alba Docilia", che prese il nome dall'omonima area archeologica romana, di Adolfo Rossello.

Dal 1927 furono anni di grande fermento culturale ed artistico per Pacetti. Quell'anno, infatti fondò la "Società per Industria Ceramiche Artistiche" nei cui laboratori ospitò anche artisti come Arturo Martini. Il diffuso entusiasmo futurista sembrò contagiare anche il ceramista Pacetti che l'anno seguente venne assunto all'I.L.S.A., cioè "Industria Lavorazione Stoviglie Albisola", dove produsse decori e innovazioni coniugandole con la produzione industriale.
Passò ancora un anno e nel 1929, nei locali della vecchia fabbrica "Fenice", creò la manifattura "La Fiamma", dove nacque la sua produzione futurista che presentò alla V Triennale di Milano nel 1933.

Conosciuto ed affermato nel mondo della manifattura e della ceramica, tanto che nel 1932, lasciò la direzione dell'I.L.S.A. poiché venne nominato Capo Nazionale dell'Arte Ceramica e del Vetro da parte della Federazione Nazionale Fascista degli Artigiani.
Come pittore aveva già esposto a Napoli nel 1931 nei Gruppi Universitari Fascisti (GUF) con opere futuriste. Dopo la guerra tornerà alla pittura di stile ottocentesco con sfondi naturalistici.
Nel 1933 partecipò a varie mostre futuriste a Genova, Firenze, Roma, Milano, ottenendo successi e premi e presentando alcune delle sue opere più ardite come ad esempio una scultura in terracotta in monocromo argento e tubo in gomma dal titolo Maschera antigas.

Chiuso l'episodio futurista nel 1939 tornò all'I.L.S.A. come direttore artistico. La sua attività si chiuderà a causa della seconda guerra mondiale.
Dopo la guerra, con il fratello Renato, riaprirà la ex-fabbrica "La fiamma" con il nuovo nome "La Tavola della Pupa" nel 1956. I successi che otterrà gli consentiranno di aprire una nuova fabbrica ad Albissola Capo col nome "Ceramiche Minime Fratelli Pacetti".

### Fotografo
Sul piano più strettamente fotografico alcune immagini presentano un carattere più sperimentale, come la foto che raffigura l’insegna dell’Ilva, paragonabile alle fotografie dello stesso periodo di Tato, artista futurista fondatore dell’aeropittura, mentre altre sue fotografie sembrano quasi di tipo documentaristico, come quelle che raffigurano i pescatori liguri.
Nel 2015 alla Galleria Sozzani di Milano alla importante rassegna Fotografia futurista, curata da Giovanni Lista, tra i molti personaggi, fotografi e non, che si sono espressi anche con il mezzo fotografico, c'erano in mostra opere di Ivos Pacetti.

## Memoria
Nel 2019-2020 presso il Palazzo Ducale di Genova è stata allestita una vasta retrospettiva Ivos Pacetti imprenditore futurista, di ceramiche, fotografie e dipinti dell'artista, curata da Matteo Fochessati e Gianni Franzone, con l'intento di dare visibilità ad un personaggio del Novecento che ha sperimentato l'arte in varie forme creative. La mostra era inserita tra gli eventi della XIV edizione del Festival Internazionale della Maiolica.